# Karîlske, Korop
Karîlske (în ucraineană Карильське) este o comună în raionul Korop, regiunea Cernihiv, Ucraina, formată numai din satul de reședință. În secolul al XIX-lea, satul făcea parte din volostul Korop, uezdul Kroleveț.

## Demografie
Componența lingvistică a comunei Karîlske
     Ucraineană (97,76%)
     Rusă (2,14%)
     Alte limbi (0,1%)
Conform recensământului din 2001, majoritatea populației comunei Karîlske era vorbitoare de ucraineană (97,76%), existând în minoritate și vorbitori de rusă (2,14%).